# Huetar
El huetar fou una llengua ameríndia de la família txibtxa parlada pels huetars que servia com lingua franca a la majoria dels pobles indígenes de l'interior de Costa Rica, i va desaparèixer des del segle xvii, a l'extrem que avui solament se'n coneixen unes poques paraules, conservades principalment en la toponímia de diversos llocs costariquenys (per exemple, són d'origen huetar els noms d'Aserrí Acserí, Barva, Curridabat Curriravá, Turrialba Toriaravá, Tucurrique, Ujarrás, Tibás ("aigua freda"), etc.), i alguns noms de plantes i animals.
Els principals estudis pel que fa a aquest idioma s'han del filòleg costariqueny Miguel Ángel Quesada Pacheco.

## Consideracions lingüístiques

### Fonologia
La reconstrucció del sistema fonològic del huetar ha de fer-se a partir de testimoniatges que han perviscut, com alguns antropònims conservats en la documentació colonial, topònims i alguns huetarismes que es conserven en la parla de Costa Rica.

### Vocals
Els espanyols, per transcriure els termes huetars, van utilitzar les cinc vocals pròpies d'aquesta llengua. No obstant això, l'anàlisi de les grafies revela l'existència d'alternances i vacil·lacions en l'escriptura de les vocals àtones, la qual cosa pot interpretar-se com l'existència de timbres vocàlics diferents als de l'espanyol.